# Gomphus (grzyby)
Gomphus Pers. (siatkoblaszek) – rodzaj grzybów z rodziny siatkoblaszkowatych (Gomphaceae). W Polsce występuje jeden gatunek.

## Systematyka i nazewnictwo
Pozycja w klasyfikacji według Index Fungorum: Gomphaceae, Gomphales, Phallomycetidae, Agaricomycetes, Agaricomycotina, Basidiomycota, Fungi.
Takson utworzył Christiaan Hendrik Persoon w 1797 r. Synonimy naukowe: Chloroneuron Murrill, Chlorophyllum Murrill, Gomphora Fr., Neurophyllum Pat. Turbinellus Earle.
Polską nazwę zaproponował Władysław Wojewoda w 2003 r. W polskim piśmiennictwie mykologicznym należące do tego rodzaju gatunki opisywane były także jako siatkolist, lejek, lejkowiec, zajęcze uszy.
Niektóre gatunki:
- Gomphus brasiliensis Corner 1970
- Gomphus brunneus (Heinem.) Corner 1966
- Gomphus cavipes Corner 1970
- Gomphus clavatus (Pers.) Gray 1821 – siatkoblaszek maczugowaty
- Gomphus crassipes (L.M. Dufour) Maire 1937
- Gomphus ludovicianus R.H. Petersen, Justice & D.P. Lewis 2014

Nazwy naukowe na podstawie Index Fungorum. Nazwy polskie według Władysława Wojewody.